# Heracleum arcticum
Heracleum arcticum är en flockblommig växtart som beskrevs av Franz Josef Ivanovich Ruprecht. Heracleum arcticum ingår i släktet lokor, och familjen flockblommiga växter. Inga underarter finns listade i Catalogue of Life.